# Schloss Seebarn (Harmannsdorf)

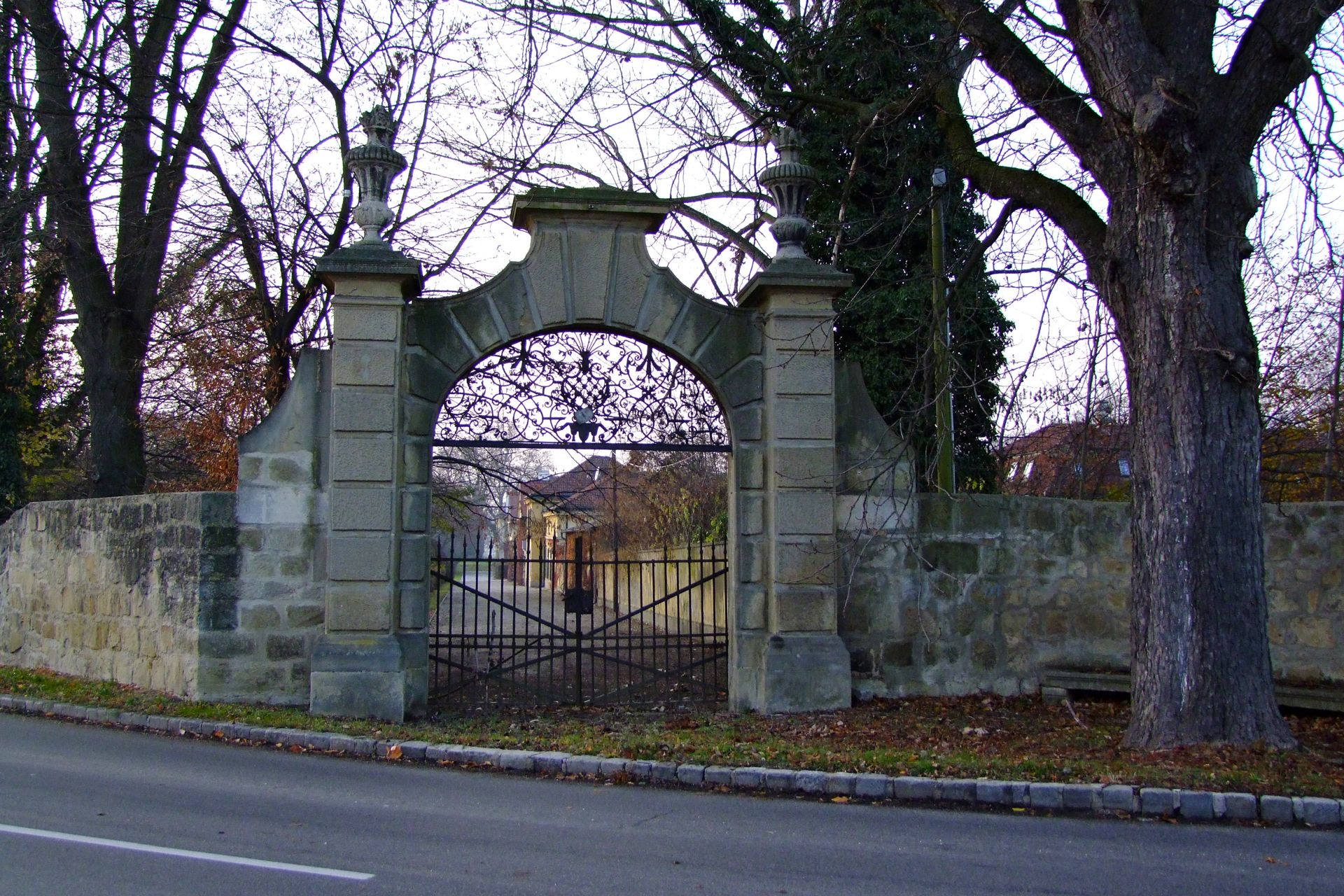
Schloss Seebarn in Harmannsdorf: Schlosstor in der Umfassungsmauer

Das Schloss Seebarn bei Harmannsdorf im Bezirk Korneuburg in Niederösterreich ist ein Schloss mit einem Gutsbetrieb. Es ist bis heute im Besitz der Nachkommen der Grafen von Wilczek.
Der zweiflüglige Bau wurde in der zweiten Hälfte des 17. Jahrhunderts erbaut und um 1740 und im 19. Jahrhundert unter Carl Gangolf Kayser umgestaltet. Es ist von einer teilweise noch erhaltenen Feldsteinmauer umfasst.
Es ist nicht zu verwechseln mit dem Schloss Seebarn am Wagram.